# 鈴木登夫
鈴木 登夫（すずき たかお、1946年1月12日 - ）は日本の実業家。株式会社日立物流代表取締役社長や、一般社団法人電気学会副会長を務めた。東京都三鷹市出身。

## 略歴
- 1969年3月 - 東京工業大学工学部電気電子工学科 卒業[2]
- 1969年4月 - 株式会社日立製作所 入社
- 1993年2月 - 株式会社日立製作所 日立工場電力設計部長
- 1997年6月 - 株式会社日立製作所 電力統括営業本部電力営業本部長
- 1999年6月 - 株式会社日立製作所 電力・電機グループ電力統括営業本部長
- 2001年4月 - 株式会社日立製作所 システム事業部長
- 2003年4月 - 株式会社日立製作所 中国支社長
- 2003年6月 - 株式会社日立製作所 執行役
- 2004年度 - 一般社団法人電気学会 副会長 総務企画[3]
- 2006年1月 - 株式会社日立製作所 執行役 常務
- 2006年4月 - 株式会社日立物流 代表執行役副社長
- 2006年6月 - 株式会社日立物流 代表取締役社長
- 2013年6月 - 株式会社日立物流 取締役会長、DIC株式会社 取締役[4]
- 2016年6月 - 株式会社日立物流 名誉相談役[4]